# Grande Prêmio do Japão de 1997
Resultados do Grande Prêmio do Japão de Fórmula 1 realizado em Suzuka em 12 de outubro de 1997. Décima sexta etapa da temporada, foi vencido pelo alemão Michael Schumacher, da Ferrari, com Heinz-Harald Frentzen em segundo pela Williams-Renault e Eddie Irvine em terceiro com a outra Ferrari.
Em meio ao júbilo de sua principal rival a equipe Williams-Renault assegurou o nono título mundial de construtores em sua história graças ao pódio do alemão Heinz-Harald Frentzen. Este foi o último título do time de Grove na categoria, marca vigente ainda em 2020.

## Resumo
- Última corrida de Gianni Morbidelli.
- Por ter ignorado bandeiras amarelas durante o treino classificatório, Jacques Villeneuve foi suspenso da prova, mas teve sua participação liberada após a Williams recorrer da decisão. Após a corrida, a equipe retirou a apelação. Mesmo assim, a Williams venceu o campeonato de construtores, graças ao segundo lugar de Heinz-Harald Frentzen.[2][4][5]

## Classificação da prova

### Treino oficial
| Pos.                      | Nº | Piloto                | Construtor        | Tempo    | Diferença |
| ------------------------- | -- | --------------------- | ----------------- | -------- | --------- |
| 1                         | 3  | Jacques Villeneuve    | Williams-Renault  | 1:36.071 |           |
| 2                         | 5  | Michael Schumacher    | Ferrari           | 1:36.133 | + 0.062   |
| 3                         | 6  | Eddie Irvine          | Ferrari           | 1:36.466 | + 0.395   |
| 4                         | 9  | Mika Häkkinen         | McLaren-Mercedes  | 1:36.469 | + 0.398   |
| 5                         | 8  | Gerhard Berger        | Benetton-Renault  | 1:36.561 | + 0.490   |
| 6                         | 4  | Heinz-Harald Frentzen | Williams-Renault  | 1:36.628 | + 0.557   |
| 7                         | 7  | Jean Alesi            | Benetton-Renault  | 1:36.682 | + 0.611   |
| 8                         | 16 | Johnny Herbert        | Sauber-Petronas   | 1:36.906 | + 0.835   |
| 9                         | 12 | Giancarlo Fisichella  | Jordan-Peugeot    | 1:36.917 | + 0.846   |
| 10                        | 14 | Olivier Panis         | Prost-Mugen/Honda | 1:37.073 | + 1.002   |
| 11                        | 10 | David Coulthard       | McLaren-Mercedes  | 1:37.095 | + 1.024   |
| 12                        | 22 | Rubens Barrichello    | Stewart-Ford      | 1:37.343 | + 1.272   |
| 13                        | 11 | Ralf Schumacher       | Jordan-Peugeot    | 1:37.443 | + 1.372   |
| 14                        | 23 | Jan Magnussen         | Stewart-Ford      | 1:37.480 | + 1.409   |
| 15                        | 15 | Shinji Nakano         | Prost-Mugen/Honda | 1:37.588 | + 1.517   |
| 16                        | 2  | Pedro Paulo Diniz     | Arrows-Yamaha     | 1:37.853 | + 1.782   |
| 17                        | 1  | Damon Hill            | Arrows-Yamaha     | 1:38.022 | + 1.951   |
| 18                        | 17 | Gianni Morbidelli     | Sauber-Petronas   | 1:38.556 | + 2.485   |
| 19                        | 20 | Ukyo Katayama         | Minardi-Hart      | 1:38.983 | + 2.912   |
| 20                        | 21 | Tarso Marques         | Minardi-Hart      | 1:39.678 | + 3.607   |
| 21                        | 18 | Jos Verstappen        | Tyrrell-Ford      | 1:40.259 | + 4.188   |
| 22                        | 19 | Mika Salo             | Tyrrell-Ford      | 1:40.529 | + 4.458   |
| Limite dos 107%: 1:42.796 |    |                       |                   |          |           |
| Fonte:                    |    |                       |                   |          |           |

### Corrida
| Pos.   | Nº | Piloto                | Construtor        | Voltas | Tempo/Diferença   | Grid | Pontos |
| ------ | -- | --------------------- | ----------------- | ------ | ----------------- | ---- | ------ |
| 1      | 5  | Michael Schumacher    | Ferrari           | 53     | 1:29:48.446       | 2    | 10     |
| 2      | 4  | Heinz-Harald Frentzen | Williams-Renault  | 53     | + 1.378           | 6    | 6      |
| 3      | 6  | Eddie Irvine          | Ferrari           | 53     | + 26.384          | 3    | 4      |
| 4      | 9  | Mika Häkkinen         | McLaren-Mercedes  | 53     | + 27.129          | 4    | 3      |
| DSQ    | 3  | Jacques Villeneuve    | Williams-Renault  | 53     | Desclassificado   | 1    |        |
| 5      | 7  | Jean Alesi            | Benetton-Renault  | 53     | + 40.403          | 7    | 2      |
| 6      | 16 | Johnny Herbert        | Sauber-Petronas   | 53     | + 41.630          | 8    | 1      |
| 7      | 12 | Giancarlo Fisichella  | Jordan-Peugeot    | 53     | + 56.825          | 9    |        |
| 8      | 8  | Gerhard Berger        | Benetton-Renault  | 53     | + 1:00.429        | 5    |        |
| 9      | 11 | Ralf Schumacher       | Jordan-Peugeot    | 53     | + 1:22.036        | 13   |        |
| 10     | 10 | David Coulthard       | McLaren-Mercedes  | 52     | Motor             | 11   |        |
| 11     | 1  | Damon Hill            | Arrows-Yamaha     | 52     | + 1 volta         | 17   |        |
| 12     | 2  | Pedro Paulo Diniz     | Arrows-Yamaha     | 52     | + 1 volta         | 16   |        |
| 13     | 18 | Jos Verstappen        | Tyrrell-Ford      | 52     | + 1 volta         | 21   |        |
| Ret    | 21 | Tarso Marques         | Minardi-Hart      | 46     | Câmbio            | 20   |        |
| Ret    | 19 | Mika Salo             | Tyrrell-Ford      | 46     | Motor             | 22   |        |
| Ret    | 14 | Olivier Panis         | Prost-Mugen/Honda | 36     | Motor             | 10   |        |
| Ret    | 15 | Shinji Nakano         | Prost-Mugen/Honda | 22     | Rolamento de roda | 15   |        |
| Ret    | 20 | Ukyo Katayama         | Minardi-Hart      | 8      | Motor             | 19   |        |
| Ret    | 22 | Rubens Barrichello    | Stewart-Ford      | 6      | Spun off          | 12   |        |
| Ret    | 23 | Jan Magnussen         | Stewart-Ford      | 3      | Spun off          | 14   |        |
| DNS    | 17 | Gianni Morbidelli     | Sauber-Petronas   | 0      | Piloto ferido     | 18   |        |
| Fonte: |    |                       |                   |        |                   |      |        |

## Tabela do campeonato após a corrida
| Pos.   | Piloto                | Pontos |
| ------ | --------------------- | ------ |
| 1      | Michael Schumacher    | 78     |
| 2      | Jacques Villeneuve    | 77     |
| 3      | Heinz-Harald Frentzen | 41     |
| 4      | Jean Alesi            | 36     |
| 5      | David Coulthard       | 30     |
| Fonte: |                       |        |

| Pos.   | Construtor       | Pontos |
| ------ | ---------------- | ------ |
| 1      | Williams-Renault | 118    |
| 2      | Ferrari          | 100    |
| 3      | Benetton-Renault | 64     |
| 4      | McLaren-Mercedes | 47     |
| 5      | Jordan-Peugeot   | 33     |
| Fonte: |                  |        |

- Nota: Somente as primeiras cinco posições estão listadas e a campeã mundial de construtores surge grafada em negrito.